# 制御装置
制御装置（せいぎょそうち、Control Unit）とは、一般に何らかのシステム全体あるいは一部を制御する装置を指す。
- デジタル制御工学における制御装置。遠隔制御装置
- 発電施設、送電施設などの制御装置。
- 輸送機器における速度や姿勢の制御装置。
手動制御（運転手、運転士、操縦士による任意操作）と自動制御（ATO、自動運転車、オートパイロット）とがある。
- サーボ系（追従制御）による制御装置。サーボ機構。
- コンピュータのプロセッサの制御装置。以下ではこれについて解説する。

制御装置(せいぎょそうち、英: control unit)とは、プロセッサの一部で、プロセッサの演算装置やレジスタの動作や、記憶装置の読み書き、入出力などを制御する装置である。
この装置の出力は他の装置の活動を制御する。制御装置は有限オートマトンでモデル化される。理論的にはシーケンス制御がおこなうことと同じだが、一般にはシーケンス制御の語はプロセッサの制御を指しては使われていない。
初期のコンピュータでは、「ランダム論理」によるワイヤードロジックによる制御がおこなわれていた。マイクロプログラム方式が発明され、以後よく使われた。初期に採用したものではSystem/360（互換性のためのエミュレーションと、下位機種のハードウェアの単純化の目的だった）が有名である。マイクロプロセッサでは歴史が繰り返され、だいたい16ビット化以降（たとえばインテルでは8086で採用されている）で、マイクロプログラムが使われるようになった。一方、RISCはワイヤードロジックによる高速化で猛威を振るい、負けじとCISCもワイヤードロジックを取り入れた（486）。RISCにも複雑な命令を備えるものが現れてきている。
古くは、プロセッサの構成要素として、「制御装置と演算装置」のように分類していたが、高機能化や高性能化のために、実行ユニットという考え方がされるようになっている。
バスマスタリングのように、各サブシステムがそれに付属するコントローラを持っており、そのコントローラが監督者として動作する、というようなこともおこなわれている。

## 制御装置の方式
いずれの方式も電子的制御信号を発生し、プロセッサの各部分を制御する。簡単な制御と複雑な制御で分担するような設計などもありうる。
- マイクロプログラム方式 コントロールストアに格納されたマイクロプログラムを使って制御する。マイクロシーケンサがマイクロ命令を読み取り実行する。命令は、プロセッサ内の各部の制御に割り当てられている。それらはたとえばレジスタ、演算装置、命令レジスタ、バス、さらにチップ外部との入出力である。
- ワイヤードロジック ハードウェアによる制御装置。論理回路で直接的に制御信号を発生する。現代の複雑なプロセッサをこちらで実装することは、集積回路の大規模化と設計技術の向上によって可能となった。